# Агибалова, Екатерина Васильевна
Екатерина Васильевна Агибалова (укр. Катерина Василівна Агібалова; сентябрь 1914, Туруханка — ноябрь 2000) — украинский советский историк и учитель истории, автор школьного учебника «История средних веков» для 6-го класса (в соавторстве с Григорием Донским). Лауреат Государственной премии СССР в области науки и техники (1973).

## Биография
Екатерина Агибалова родилась в сентябре 1914 года в селе Туруханка Енисейской губернии. По национальности русская. Её отец был сослан в Сибирь на пожизненное поселение за революционную деятельность в составе Партии социалистов-революционеров. В Туруханке работал народным учителем.
В 1933 году Екатерина Агибалова поступила в Харьковский планово-экономический техникум. Также училась на вечернем отделении исторического факультета Харьковского университета, который окончила с отличием в 1938 году. Продолжила обучение на аспирантуре исторического факультета, которую окончила в 1941 году. В феврале того же года была назначена на должность старшего преподавателя кафедры средней истории. Была замужем, её муж по национальности был евреем и работал в Харьковском университете.
После начала Великой Отечественной войны была вынуждена остаться в Харькове из-за своей больной матери. Муж Екатерины Агибаловой был расстрелян немецкими оккупантами в Дробицком Яру. Сама она работала школьным учителем в посёлке Кочеток. В декабре 1943 года вернулась работать на историческом факультете Харьковского университета, где сначала исполняла обязанности заведующего кафедрой всеобщей истории, а позже последовательно занимала должность преподавателя и старшего преподавателя кафедры средней истории на том же факультете.
В июне 1947 года была уволена из университета из-за нахождения на оккупированной территории во время войны. В дальнейшем работала школьным учителем истории в средних школах Харькова, в частности, в школе № 131. Во второй половине 1950-х годов, на перерыве одного из семинаров для учителей истории, она предложила своему коллеге Григорию Донскому стать соавтором школьного учебника по истории средних веков. Сначала он отказался, но через два года согласился. Агибалова с Донским начали работу над учебником за полгода до объявления Всесоюзного конкурса учебников по истории для средних школ, который состоялся в 1961 году. Авторы решили принять в нём участие и их учебник «История средних веков» был признан лучшим среди представленных четырнадцати работ и был удостоен первой премии. От предыдущих учебников по истории работа Агибаловой и Донского отличалась простотой и ясностью преподавания материала, большим количеством иллюстраций и точно выверенной методологией.
В следующем году учебник Агибаловой и Донского вышел в печать, всего он выдержал более 25 переизданий. За первые тридцать лет, с момента издания учебника, он дважды коренным образом перерабатывался авторами. В новых версиях они уделяли внимание не только образованию и воспитанию ученика, но и его развитию. Кроме СССР, учебник издавался в Польше, Чехословакии, Вьетнаме, Монголии и Кубе. Также Абигалова была автором ряда методических работ по преподаванию истории в школе, которые были высоко оценены специалистами. В 1973 году Екатерине Агибаловой с Григорием Донским «за учебник для 6 класса „История средних веков“ (1971, 10-е издание)» была присуждена Государственная премия СССР в области науки и техники. Она стала первой школьной учительницей, которая была удостоена такой награды.
Публицист Феликс Рахлин подчеркивал, что каждый из соавторов учебника испытывал притеснения от советской власти. Если Григорий Донской страдал из-за своего еврейского происхождения, то Екатерина Агибалова за то, что осталась на оккупированной территории. По этой причине против вручения ей государственной премии выступал парторг школы где она работала — Анатолий Тарасенко. Он считал аморальным давать премию «коллаборационистке» и писал протестные письма в ЦК КПСС и в другие инстанции.
Позже Агибалова переехала в Орджоникидзе (с 1990 года Владикавказ). В 1989 году вела переписку с Павлом Сокольским, председателем комиссии «Дробицкий Яр». В письмах она поделилась своими воспоминаниями о Холокосте в Харькове. Умерла Екатерина Агибалова в ноябре 2000 года.
Её ученик Александр Шульман охарактеризовал Екатерину Васильевну как высокообразованную и очень добросовестную женщину.

## Работы
- Агибалова Е. В. Уроки истории средних веков в седьмом классе: Поурочное метод. пособие (Из опыта работы). — Москва: Учпедгиз, 1959. — 307 с.
- Агибалова Е. В., Донской Г. М. История средних веков: Учебник для 6-го класса. — Москва: Учпедгиз, 1962. — 272 с.
- Агибалова Е. В., Донской Г. М. Методика преподавания истории средних веков: Пособие для учителей. — Москва: Просвещение, 1966. — 314 с.
- Агибалова Е. В., Донской Г. М. Методическое пособие по истории средних веков в 6 классе. — Москва: Просвещение, 1978. — 338 с. — (Библиотека учителя истории и обществоведения).

### Комментарии
1. ↑  Екатерина Агибалова вспоминала, как председатели областного и городского отделов народного образования упрекали её, что она взяла в соавторы еврея и обещали, что не дадут ему «подняться»[9].